# Tituly a vyznamenání Borise Gromova

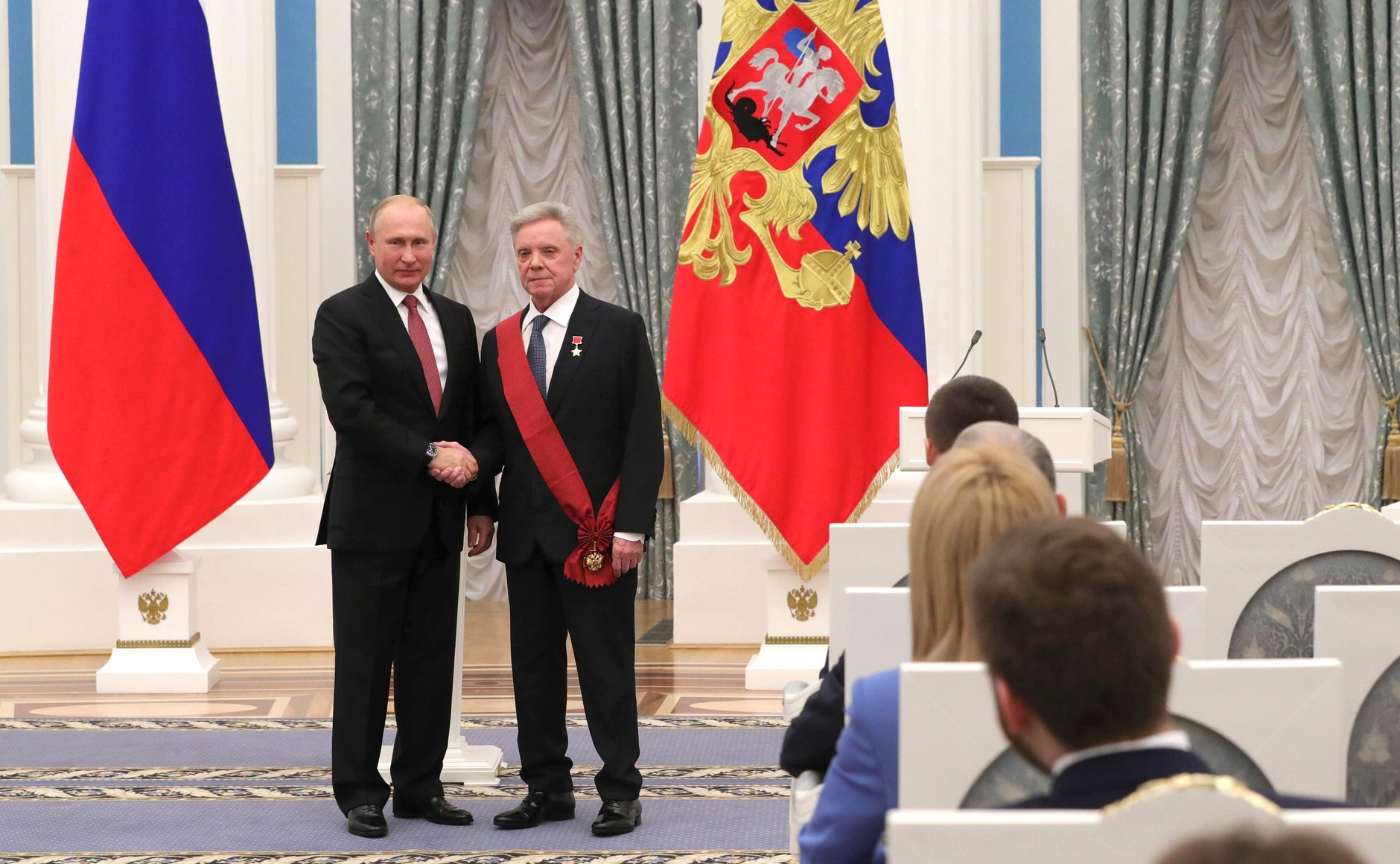
Slavnostní ceremonie předávání Řádu Za zásluhy o vlast I. třídy prezidentem Vladimirem Putinem B. Gromovovi

Boris Vsevolodovič Gromov, bývalý sovětský a ruský vojenský velitel a politik, obdržel během svého života řadu sovětských, ruských i zahraničních řádů a medailí.

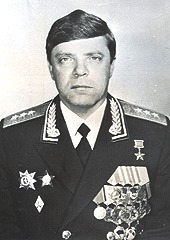
Boris Gromov v uniformě zdobené vyznamenáními

## Vyznamenání

### Sovětská vyznamenání

#### Čestné tituly
- Hrdina Sovětského svazu – 3. března 1988

#### Řády
- Leninův řád – 3. března 1988
- Řád rudého praporu – udělen dvakrát
- Řád rudé hvězdy
- Řád Za službu vlasti v ozbrojených silách III. třídy

#### Medaile
- Medaile Za bojové zásluhy
- Medaile Za bezchybnou službu I. třídy
- Medaile Za bezchybnou službu II. třídy
- Medaile Za bezchybnou službu III. třídy
- Medaile 50. výročí Ozbrojených sil SSSR
- Medaile 60. výročí Ozbrojených sil SSSR
- Medaile 70. výročí Ozbrojených sil SSSR
- Medaile Veterán ozbrojených sil SSSR
- Medaile 100. výročí narození Vladimira Iljiče Lenina
- Jubilejní medaile 20. výročí vítězství ve Velké vlastenecké válce 1941–1945
- Medaile Za upevňování bojového přátelství
- Medaile Za rozvoj celiny

### Ruská vyznamenání
- Řád Za zásluhy o vlast I. třídy – 25. září 2018 – udělil prezident Vladimir Putin za významný přínos k rozvoji veteránského hnutí, posílení vojenské komunity a za mnoho let aktivní práce ve vlastenecké výchově mládeže[1]
- Řád Za zásluhy o vlast II. třídy – 6. listopadu 2003 – za velký přínos k posílení ruské státnosti a sociálněekonomickému rozvoji regionu[2]
- Řád Za zásluhy o vlast III. třídy – 2005
- Řád Za zásluhy o vlast IV. třídy – 7. listopadu 2008 – za velký přínos k sociálněekonomickému rozvoji Moskevské oblasti a za mnoho let plodné práce
- Řád cti – 30. března 2012 – udělil prezident Dmitrij Medveděv za velký přínos pro sociálněekonomický rozvoj regionu a mnoho let svědomité práce[3]
- Medaile Za zásluhy o udržování paměti na padlé obránce vlasti – Ministerstvo obrany Ruské federace, 2008 – za velký osobní přínos k zachování paměti padlých obránců vlasti, stanovení jmen mrtvých a osud vojáků, za vysoké morální a obchodní vlastnosti, za pracovitost a rozumnou iniciativu, pomoc při řešení problémů s udržováním památky na padlé obránce vlasti
- Pamětní medaile 850. výročí Moskvy
- Čestné uznání prezidenta Ruské federace – 4. července 2009 – za skvělou práci při sociálněekonomické podpoře válečných veteránů[4]
- Vděčnost prezidenta Ruské federace – 11. července 1996 – udělil prezident Boris Jelcin za aktivní účast na organizování a vedení volební kampaně prezidenta Ruské federace v roce 1996[5]
- Vděčnost prezidenta Ruské federace – 6. února 2014 – udělil prezident Vladimir Putin za aktivní legislativní činnost, zásluhy o posílení právního státu a za mnoho let svědomité práce[6]

### Zahraniční vyznamenání
- Afghánistán
  -  Řád rudého praporu
  -  Řád hvězdy I. třídy
  - Medaile Věrnosti – 17. listopadu 1988
  -  Medaile Bojovníkovi-internacionalistovi z vděčnosti afghánského lidu
- Bělorusko
  -  Řád přátelství mezi národy – 22. listopadu 2005 – za významný přínos k rozvoji hospodářských, vědeckých, technických a kulturních vazeb mezi Běloruskem a Moskevskou oblastí Ruské federace[7][8]
  -  Medaile 10. výročí stažení sovětských vojsk z Afghánistánu – Bělorusko, 13. února 2003 – za velký osobní přínos k rozvoji a posílení interakce mezi pohyby válečných veteránů z Afghánistánu mezi Běloruskem a Ruskem[9]
- Ukrajina
  -  Řád knížete Jaroslava Moudrého IV. třídy – 12. února 2014 – udělil prezident Viktor Janukovyč za významný osobní přínos k rozvoji veteránského hnutí, vlastenecké výchově mládeže a u příležitosti Dne cti účastníků nepřátelských akcí na území jiných států[10]
  -  Řád knížete Jaroslava Moudrého V. třídy – 7. listopadu 2003 – udělil prezident Leonid Kučma za významný osobní přínos k rozvoji hospodářské, vědecké a kulturní spolupráce mezi Moskvou a Kyjevem[11]
  -  Medaile 10. výročí Ozbrojených sil Ukrajiny[12]

## Náboženská ocenění
- Řád slávy a cti I. třídy – ruská pravoslavná církev, 2012[13]
- Řád svatého apoštolského velkoknížete Vladimíra – ruská pravoslavná církev, 2008 – za zvláštní služby pro moskevskou diecézi Ruské pravoslavné církve a v souvislosti s příležitostí jeho 65. narozenin[14]
- Řád svatého požehnaného knížete Daniela z Moskvy I. třídy – ruská pravoslavná církev[15]
- Řád svatého Srgeje z Radoneže II. třídy – ruská pravoslavná církev[16]
- Řád Svatého požehnaného velkoknížete Demetria z Donského I. třídy – ruská pravoslavná církev

## Čestná občanství
- čestný občan Saratova – 1989
- čestný občan Tveru – 18. května 2005
- čestný občan Moskevské oblasti – 31. května 2012